# Мамедова Щель (село)
Маме́дова Ще́ль — село в Лазаревском районе муниципального образования «город-курорт Сочи» Краснодарского края. Входит в состав Лыготхского сельского округа.

## География
Селение расположено в северной части Большого Сочи, по обоим берегам реки Куапсе. Находится в 7 км к северу от посёлка Лазаревское, в 75 км к северо-западу от Центрального Сочи и в 228 км к югу от города Краснодар (по дороге).
Через посёлок проходят федеральная автотрасса А-147 «Джубга-Адлер» и железнодорожная ветка Северо-Кавказской железной дороги. Действует железнодорожная платформа Мамедова Щель.
Граничит с землями микрорайонов — Аше на северо-западе и Лазаревское на юго-востоке.
Мамедова Щель расположена в узкой долине реки Куапсе, зажатая между Ашейским хребтом на севере и хребтом Безымянным на юге. Рельеф местности в низовьях села в основном холмистый, в верхней части преимущественно гористый с резкими перепадами относительных высот и обрывами. Средние высоты на территории села составляют около 225 метров над уровнем моря. В верховьях реки Куапсе расположены две горные вершины — Муззосуку (924 м) и Бозтепе (931 м). Вся долина ущелья заросла густым широколиственным лесом. Недалеко от села имеются карстовые пещеры.
Гидрографическая сеть представлена в основном рекой Куапсе и озером «Счастья». В верховьях река принимает в себя множество родниковых речек различной величины. Также в бассейне реки расположены несколько водопадов, среди которых наиболее выделяются водопады — Мамедова, Берендеева Борода, Купала, Безымянная и др. Перед входом в ущелье, долина реки загромождено глыбами жёлто-серого песчаника.
Климат на территории села влажный субтропический. Среднегодовая температура воздуха составляет около +13,5°С, со средними температурами июля около +24,0°С, и средними температурами января около +6,0°С. Среднегодовое количество осадков составляет около 1400 мм. Основная часть осадков выпадает в зимний период.

## Этимология
Согласно преданию, в старину между ущельем и морем находился богатый черкесский аул. Однажды, у устья реки Куапсе высадились византийские завоеватели — известные в то время грабители. Спасаясь от них, жители аула вместе с домашним скарбом и со скотом ушли в горы. Надо было выиграть время и как-то задержать врагов. Это сделал Мамед, оставшись один в ауле. Заморские пришельцы, увидев пустое селение, в котором нельзя было поживиться ни рабами, ни другой добычей, рассвирепели. Схватив Мамеда, они стали его допрашивать и пытать. Наконец он сделал вид, что согласен указать место, куда ушли его соплеменники, и увёл захватчиков в другую сторону. Византийцы поняв, что они обмануты, в мрачном ущелье истязали Мамеда и замуровали его живым в глубокой щели замшелой скалы, которая одиноко стоит в верховьях реки. Впоследствии ущелье, где был убит Мамед, было названо в его честь.

## История
До завершения Кавказской войны в долине реки Куапсе располагалось несколько черкесских аулов, которые впоследствии были разрушены, а население было депортировано в Османскую империю в ходе масштабного мухаджирства. После чего долина реки Куапсе опустела на несколько десятилетий.
Неизвестна точная дата основания современного села Мамедова Щель и когда низовье реки начали заселять русские переселенцы. По ревизии от 26 января 1923 года село Мамедова Щель числилось в списках Лазаревской волости Туапсинского района Кубано-Черноморской области.
В 1934 году село было передано в состав Шапсугского района. В 1945 году с упразднением Шапсугского района, селение было включено в состав Лазаревского района.
10 февраля 1961 года с упразднением Лазаревского района, Мамедова Щель была включена в состав города Сочи, с присвоением селу статуса внутригородского микрорайона.
12 января 1965 года село Мамедова Щель включён в состав Красноалександровского сельского округа (ныне Лыготхский) Большого Сочи.
Ныне село делится на три микрорайона разделённых друг от друга — собственно Мамедова Щель, а также Верхняя Мамедка и Родничок. Устье реки Куапсе, считается частью курортного посёлка Лазаревское.

## Население
| 2002 | 2010 |
| ---- | ---- |
| 250  | ↗256 |

Национальный состав
По данным Всероссийской переписи населения 2010 года:
| Народ    | Численность, чел. | Доля от всего населения, % |
| -------- | ----------------- | -------------------------- |
| русские  | 195               | 76,2 %                     |
| армяне   | 26                | 10,2 %                     |
| украинцы | 13                | 5,1 %                      |
| другие   | 31                | 11,7 %                     |
| всего    | 256               | 100 %                      |

По данным Всероссийской переписи населения 2021 года:
| Народ             | Численность, чел. | Доля от всего населения, % |
| ----------------- | ----------------- | -------------------------- |
| Русские           | 184               | 81,78 %                    |
| Армяне            | 21                | 9,33 %                     |
| Адыги             | 7                 | 3,11 %                     |
| Украинцы          | 7                 | 3,11 %                     |
| другие/не указано | 6                 | 2,67 %                     |
| всего             | 225               | 100,0 %                    |

## Достопримечательности
- Берендеево царство — этнокультурный парк развлечений.
- Водопады в бассейне реки Куапсе.
- Каменные теснины в долине Куапсе.
- Озеро Счастья.
- Ореховая Поляна.
- Дольмен «Мамедова Щель».

## Инфраструктура
Поселок застроен частными домовладениями. Рядом с посёлком существует большая дачная застройка под таким же названием. Объекты социальной инфраструктуры в селе отсутствуют. Ближайшие школа и больница расположены в посёлке Лазаревское.

## Экономика
Как и в других населённых пунктах горной зоны города Сочи, главную роль в экономике играют садоводство и виноградарство. В окрестностях села расположены три крупных садоводческих некоммерческих товариществ — «Родничок», «Радость» и «Госторговля». Также в верховьях реки сохранились остатки заброшенных после Кавказской войны адыгских садов, которые ныне получили название — Старые Черкесские сады.
Развивается сфера курортного туризма. Наибольшее развитие получили экскурсии в долину реки Куапсе и его притоков. В речной долине расположен этнокультурный парк развлечений — Берендеево царство.

## Улицы
| Верхняя |

| Дубовая |

| Ручейная |